# Рабочее восстание в Италии
Рабо́чее восста́ние в Ита́лии или «Кра́сная неде́ля» (итал. La Settimana rossa) ― всеобщая забастовка и демонстрации итальянских рабочих фабрик и заводов 7―11 июня 1914 года (накануне Первой мировой войны), вызванные реформами бывшего премьер-министра страны Джованни Джолитти, направленными на «поглощение» пролетариата общественной системой Италии. Восстанием были охвачены регионы Романья, Марке и Тоскана, в ряде мест провозглашались независимые коммуны или «республики». В нём участвовали свыше 1 миллиона человек, в том числе социалисты (профсоюзный центр Всеобщая конфедерация труда и Итальянская социалистическая партия), анархо-синдикалисты (профсоюзное объединение Итальянский синдикальный союз), Итальянская республиканская партия. Рассматривалось как крупнейшее революционное выступление в стране с момента возникновения Королевства Италия.

## Предпосылки и причины
Ряд реформ бывшего премьер-министра Италии Джованни Джолитти, направленных на урегулирование отношений пролетариата с либеральной общественной системой страны, вызвал недовольство рабочего класса. Непосредственным поводом начала демонстраций 7 июня стало обвинение рабочего-анархиста в убийстве армейского офицера.

### Объявление 24-часовой забастовки
Синдикалистские профсоюзы призвали к 24-часовой всеобщей забастовке 7 июня 1914 года в знак солидарности с рабочим-анархистом Аугусто Мазетти, обвинённым в покушении на итальянского офицера. Дата забастовки была выбрана не случайно: 7 июня роялисты и консерваторы проводили демонстрации в честь провозглашения конституции королевства Сардиния-Пьемонт в этот день в 1848 году. Итальянская социалистическая партия официально поддержала забастовку, но не возглавила её.

## Хронология событий
7 июня 1914 года была начата всеобщая забастовка рабочих итальянских фабрик. В этот же день прошли антивоенные выступления и митинги. Во многих городах всё прошло мирно, однако столкновения между протестующими и полицией и армией в Анконе (где среди организаторов митинга были анархист Эррико Малатеста и республиканец Пьетро Ненни) и Милане привели к гибели 3-х и ранению не менее 10-ти человек. 8 июня в Риме Всеобщая конфедерация труда призвала к началу стачки, направленной против действий армии в Анконе.
9 июня началась всеобщая бессрочная забастовка рабочих, которая переросла в Турине, Неаполе, Флоренции, Милане, Венеции и ряде других мест в вооружённую борьбу. Во многих городах (например, в Неаполе, Парме и Флоренции) начались уличные бои между демонстрантами и введёнными в города войсками, при этом в Парме ситуация усугубилась перестрелками между блоками консерваторов и анархистов. 
К рабочим примыкали крестьяне, стихийно образовывались руководящие «комитеты действия», которые кое-где провозглашали свои «республики». Анкона была объявлена независимой коммуной, вооружённые протестующие напали на полицию и армию; префект города ввёл военное положение. Демонстранты в Романье провозгласили независимость от Италии и заявили о создании республики. Аналогичные процессы происходили в Фабриано, Сенигаллии и некоторых других городках. В Марке, Ферраре и Равенне власть над управлением городами перешла в руки восставших.

### Подавление восстания
10 июня на подавление восстания правительством Антонио Саландры была отправлена армия, состоявшая из 100 тысяч солдат. Ввиду введения войск в протестующие провинции Всеобщая конфедерация труда объявила о прекращении всеобщей стачки с наступлением 11-го июня. Лидер анархистов Эррико Малатеста высказался против прекращения демонстраций:
Сейчас речь идет не о стачке, а о революции. Долой равнодушных! Долой предателей! Да здравствует революция!Эррико Малатеста
11 июня всеобщая забастовка и демонстрации были прекращены.  Последние отголоски протестов были подавлены 13-14 июня. Правительство обрушило репрессии на участников выступлений.

## Итоги
- 2 августа 1914 года премьер-министр Антонио Саландра заявил германскому послу о невозможности Италии воевать на стороне Центральных держав вследствие острого политического кризиса в стране[1], проявлениями которого были массовые протесты во время «Красной недели»[2].
- Протесты показали невозможность ведения либеральной политики Джолитти, так как она не удовлетворяла ни индустриальный север страны, ни её аграрный юг.

## Оценки со стороны политических деятелей
- По мнению Эрнста Нольте, Бенито Муссолини оказался единственным видным марксистом, поддержавшим восстание[3], и охарактеризовавшим его как собственное «главное достижение и разочарование»[4]. Он заявлял, что «Красная неделя» провалилась из-за недостаточного развития промышленного сектора экономики, который не имел ни полностью сформировавшийся класс современной буржуазии, ни крепкого рабочего движения[5].